# یزید بن معاویه
یزید بن معاویه بن ابی‌سفیان (عربی: أبُو خالِد يَزيد بن مُعاوية بن أبي سُفيان بن حَرب بن أُميَّة بن عَبدِ شَمْس بن عَبدِ مَنَاف القُرشيُّ؛ حدود ۶۴۶ – ۱۱ نوامبر ۶۸۳) دومین خلیفه از خلافت اموی بود که او از آوریل ۶۸۰ تا زمان مرگش در نوامبر ۶۸۳ حکومت کرد. یزید نخستین کسی در تاریخ اسلام بود که به‌صورت موروثی خلیفه شد، و خلافتش به‌خاطر مرگ حسین بن علی، نوه محمد، پیامبر اسلام، و آغاز بحرانی با نام فتنه دوم شناخته می‌شود.
معاویه در ۵۶ هجری او را به عنوان خلیفه بعدی معرفی کرد که با مخالفتِ چندین مسلمان صاحب‌نام از حجاز مواجه شد؛ در همین رابطه، پس از مرگ معاویه در ۶۰ هجری، حسین ابن علی و عبدالله ابن زبیر او را به عنوان خلیفه به رسمیت نشناختند و برای مناسک حج، عزم ورود به حرم مکه کردند. سپس حسین برای آغاز مخالفت و قیام علیه یزید راه کوفه را در پیش گرفت که در مسیر به‌همراه همراهان کم‌تعدادش توسط سپاهیان خلیفه در نبرد کربلا کشته شد. قتل حسین به بروز انزجار در حجاز منجر شد و ابن زبیر علم مخالفت با یزید را در حجاز برافراشت و مردمان بسیاری از مکه و مدینه به حمایت از او برخاستند. یزید ابتدا تلاش کرد با توسل به دیپلماسی، اعتماد ابن زبیر و حجازیان را کسب کند اما ناموفق بود؛ پس سپاهی را برای سرکوب شورش راهی حجاز کرد. سربازان اموی در نبرد حره اهالی مدینه را شکست دادند و سه روز شهر را غارت کردند. سپس سپاه خلیفه به سمت مکه به راه افتاد و شهر را محاصره کرد. این محاصره چند هفته طول کشید، اما با مرگ یزید محاصره پایان یافت. یزید بن معاویه در سال ۶۴ هجری درگذشت و با مرگ او، خلافت اسلامی درگیر جنگ داخلی شد.
یزید از نظر بسیاری از مسلمانان به دلیل خلافت موروثی، کشته شدن حسین ابن علی و حمله به مدینه حاکمی ستمگر و نامشروع شناخته می‌شود. برخی مورخان معاصر نظیر یولیوس ولهاوزن و برنارد لوئیس نگاه معتدل‌تری به او دارند و او را فرمانروایی توانا می‌دانند که نسبت به پدرش به موفقیت‌های کمتری دست یافت.
به عقیدهٔ وولکر پاپ، اسلام‌شناس، روایت منابع اسلامی از خلافت معاویه، فرزندش یزید و نوه‌اش معاویه بن یزید مبنای تاریخی ندارد، بلکه با تکیه بر مضمون «پدر ناعادل–پسر ظالم–نوهٔ ضعیف» که توصیف کتاب مقدس از سلطنت داوود (پدر)، سلیمان (پسر) و رحبعام (نوه) است، ساخته شده تا دخالت خدا در امور را نشان دهد.

## تولد و خانواده

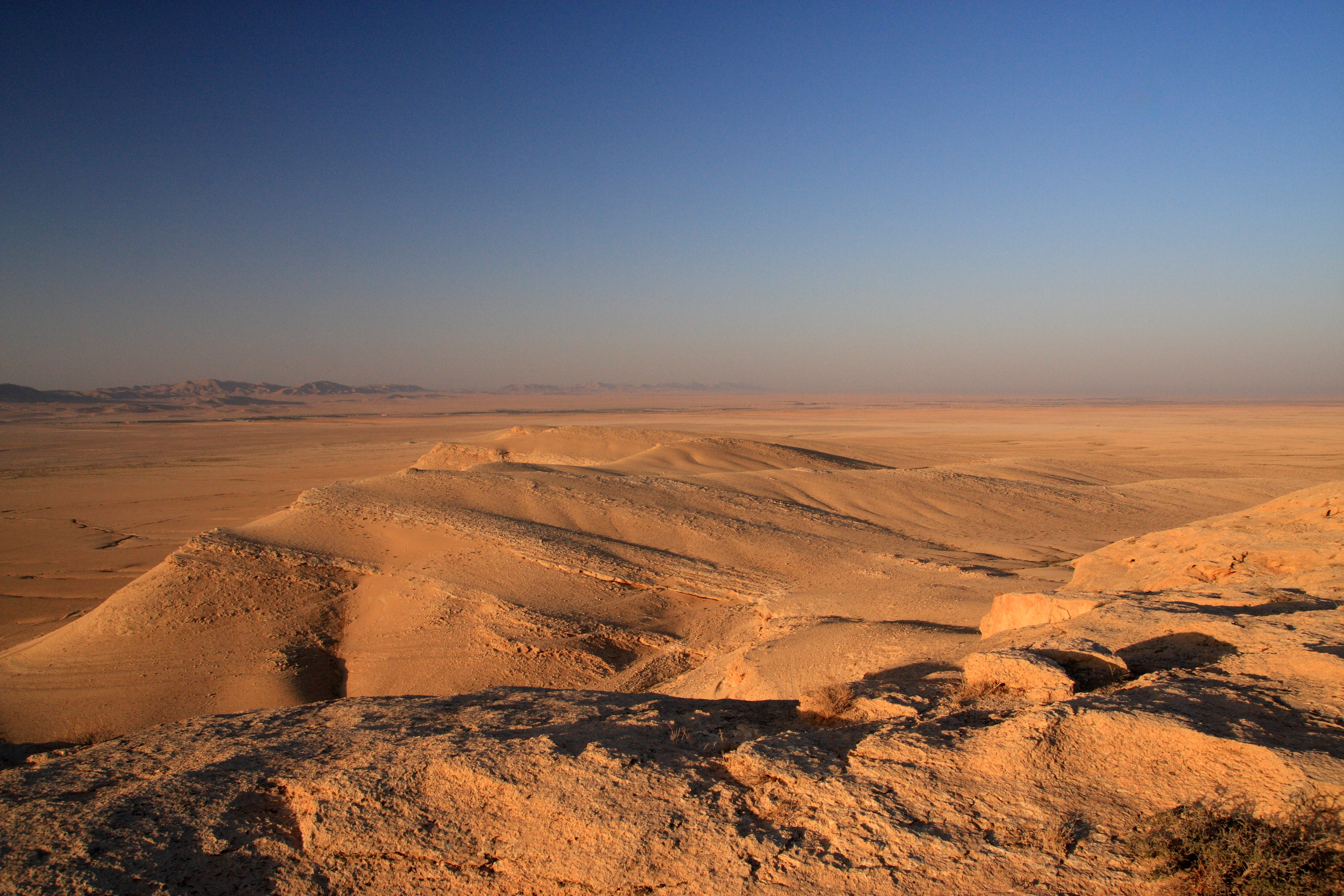
صحرای سوریه، جایی که یزید کودکی خود را در کنار خویشاوندان بادیه‌نشین مادری خود از قبیله بنی کلب گذراند.

یزید در ۲۶ هجری در الماطرون شام متولد شد. او پسر معاویه بن ابی‌سفیان و میسون بنت بحدل بود. یزید دوران نوجوانی خود را در میان قبیله مادرش، قبیله کلب، سپری کرد. در جوانی بهارها را همراه خویشان بدوی‌اش در بادیه می‌گذراند و مابقی سال را در معیت درباریان یونانی و شامی پدرش. او در چندین نبرد از فتوحات اسلامی (نبردهای پیاپی مسلمانان و امپراتوری روم) حضور داشت. یزید در محاصره اول قسطنطنیه در ۶۷۴ میلادی حضور داشت. او همچنین چندین مرتبه راهی سفر حج شده بود.

## معرفی شدن به عنوان خلیفه
بخش بیشتر سرزمین‌های خلافت اسلامی در دست حسن بن علی بود که پدرش چند ماه پیش کشته شده بود. اما پس از پایان جنگ داخلی اول مسلمانان، معاویه مطابق صلح حسن و معاویه در ۴۱ هجری به یگانه فرمانروای خلافت مبدل شد. بر اساس این عهدنامه، معاویه نمی‌بایست جانشینی معرفی می‌کرد. اما در سال ۵۶ هجری یزید را به عنوان جانشینش معرفی کرد. معاویه و شورا یزید را در دمشق به عنوان خلیفهٔ بعدی انتخاب کردند. دمشق شهری بود که معاویه افراد بانفوذ را از سراسر ایالت‌ها به پایتخت فراخوانده بود و به نحوی از انحاء آنان را مجاب به پذیرش یزید به عنوان خلیفهٔ بعدی کرده بود. معاویه به مروان ابن حکم (حاکم وقت مدینه) دستور داد تا اهالی مدینه را از تصمیم معاویه آگاه سازد. مروان با مقاومت افراد از جمله حسین بن علی، عبدلله بن زبیر، عبدالله بن عمر و عبدالرحمن بن ابوبکر، روبرو شد. معاویه شخصاً راهی مدینه شد تا آن چهار مخالف را به تسلیم وادارد، اما آن‌ها به مکه فرار کردند. معاویه آنان را دنبال کرد و آنان را به مرگ تهدید کرد، اما آنان زیر بار حمایت از او نرفتند. با وجود این، توانست مکیان را قانع کند که آن چهار تن بیعت خود را شکسته‌اند، و از مردم شهر برای یزید بیعت گرفت. در راه بازگشت به دمشق، به مدینه رفت و بیعت مردمان آنجا را نیز گرفت. پس از آن، مخالفان یزید سکوت اختیار کردند. یولیوس ولهاوزن، شرق‌شناس آلمانی، دربارهٔ صحت این ماجرا تردید دارد، اما برنارد لوئیس می‌نویسد که با آمیزه‌ای از دیپلماسی، رشوه‌دهی و تا حد کمتری با زور، ترتیب گرفتن بیعت را دادند.
معاویه، پیش از مرگش، وصیت‌نامه‌ای برای یزید نوشت و در آن توصیه‌هایی در رابطه با خلافت کرد. او برای یزید نوشت که از حرکات حسین و ابن زبیر آگاه باشد و پیش‌بینی کرد عراقیان حسین را به شورش اغوا کنند ولی یاری‌اش نکنند. او همچنین به یزید توصیه کرد که با حسین با احتیاط رفتار کند و خونش را نریزد، چون او نوهٔ پیامبر است. در عوض با ابن زبیر با خشونت رفتار کند مگر آنکه با او کنار بیاید. او همچنین یزید را به رفتار خوب با مردم حجاز توصیه کرد.

## خلافت

### بیعت‌ها
پس از به خلافت رسیدن، یزید از فرمانداران استان‌های خلافت اسلامی درخواست کرد تا با او بیعت کنند و چنین کردند. او به پسرعمویش ولید بن عتبه بن ابوسفیان، فرماندار مدینه، نامه نوشت و او را از مرگ معاویه آگاه ساخت و به او دستور داد از حسین بن علی، عبدالله بن زبیر و عبدالله بن عمر بیعت بگیرد. در آن دستور آمده بود:
حسین، عبدالله بن عمر و عبدالله بن زبیر را دستگیر کن تا بیعت کنند. چنان با تندی و خشونت رفتار کن که فرصت انجام هیچ‌کاری پیش از بیعت کردن را نیابند. رحمت [الله] بر تو باد.— یزید بن معاویه، خطاب به ولید بن عتبه
ولید به سراغ مروان بن حکم رفت و از او راهنمایی خواست. مروان پاسخ داد که حسین و ابن زبیر خطرناکند و باید با زور از آن‌ها بیعت گرفت، ولی ابن عمر را تنها رها کرد که خطری از جانب او نیست. سپس ولید حسین و ابن زبیر را به دیدار خود احضار کرد؛ حسین به ملاقات او رفت اما ابن زبیر از آن سر باز زد. حسین در یک ملاقات نیمه‌خصوصی با ولید و مروان دیدار کرد که در آن، از مرگ معاویه و به خلافت رسیدن یزید آگاه شد. سپس از حسین خواستند تا با خلیفهٔ جدید بیعت کند و در پاسخ، حسین گفت که بیعت کردن در خلوت کافی نیست و چنین کاری باید در حضور مردم انجام گیرد؛ ولید موافقت کرد، اما مروان معتقد بود که حسین تا زمان بیعت کردن زندانی شود. حسین مروان را ملامت کرد و صحیح و سالم مجلس را ترک کرد. حسین مردان مسلحی را با خود به آنجا برده بود تا در صورتی که مقامات قصد دستگیری او را داشتند وارد عمل شوند. پس از خروج حسین، مروان ولید را سرزنش کرد؛ ولید نیز در پاسخ گفت که «در روز رستاخیز، کسی که مسئول ریختن خون حسین باشد از بخشش خدا بی‌نصیب خواهد ماند». همان شب، عبدالله بن زبیر به مکه رفت. صبح ولید هشتاد سوار را به دنبال او فرستاد، اما او گریخت. حسین نیز، بدون اینکه بیعت کند، راه مکه را در پیش گرفت. یزید که از این شکست ولید ناراضی بود، او را از فرمانداری مدینه برکنار و عمرو بن سعید را جایگزین او کرد. عبدالرحمن بن ابوبکر، عبدالله بن عمر و عبدالله بن عباس، برخلاف حسین و ابن زبیر، با یزید بیعت کردند.

### نبرد کربلا

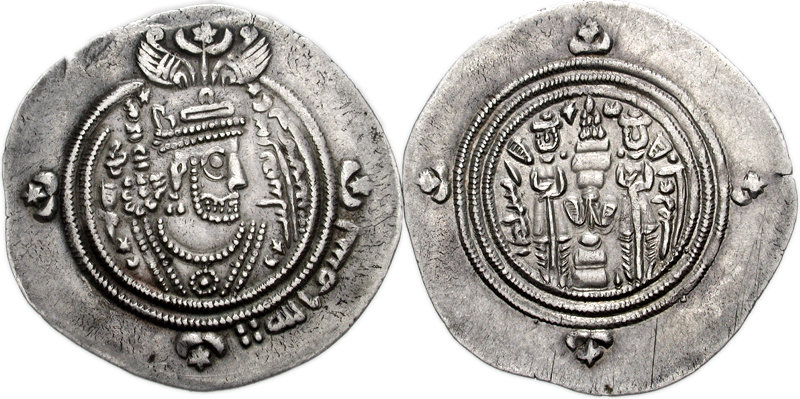
یک سکه اموی ضرب‌شده در دوران یزید و به سال ۶۰ هجری. بر روی این سکه که متعلق به عبیدالله بن زیاد است و به سبک سکه‌های ساسانی و شبیه خسرو پرویز ضرب شده، واژه «بسم الله» اضافه شده است. در سمت دیگر سکه، تصویر آتشکده دیده می‌شود.

در مکه، حسین بن علی نامه‌های زیادی از طرفداران علی بن ابیطالب که در کوفه بودند، دریافت کرد. در نامه‌ها، آنان با دعوت از حسین و نفی یزید، خواهان سرنگونی یزید و بیعت با حسین شده بودند. حسین برای ارزیابی شرایط کوفه، مسلم بن عقیل را راهی آنجا کرد. او همچنین نامه‌هایی به بصره فرستاد، اما فرستاده‌اش به دست عبیدالله بن زیاد، فرماندار بصره، افتاد و کشته شد. مسلم که به کوفه رسیده بود، اوضاع را مناسب دید و به حسین نامه نوشت که علویان در آنجا طرفداران زیادی دارند و پیام داد که حسین راه کوفه را در پیش گیرد. یزید که از شورش کوفه با خبر شده بود، به عبیدالله بن زیاد دستور داد تا ابن عقیل را بکشد یا زندانی کند. ابن زیاد نیز با بی‌رحمی شورش کوفه را سرکوب کرد و مسلم را کشت.
حسین که با خواندن نامه مسلم بن عقیل اوضاع را در کوفه مناسب می‌دید، به نصیحت‌های عبدالله بن عمر، ابن زبیر و عبدالله بن عباس که کوفیان قابل اعتماد نیستند گوش نکرد و به سمت کوفه روانه شد. در راه، به او خبر رسید که مسلم کشته شده است و کوفیان تغییر عقیده داده‌اند. با این حال، حسین و یارانش به راه خود به سمت کوفه ادامه دادند. عبیدالله بن زیاد چهار هزار سرباز را به سمت حسین روانه کرد و سپاهیانش او را مجبور ساختند تا در صحرای کربلا اردو زند. در جنگ روی‌داده، حسین و ۷۲ نفر از همراهان کشته شدند و خانواده‌اش به اسارت درآمدند. این واقعه، فریاد اعتراض شدید و گستردهٔ مسلمانان را برانگیخت و وجههٔ یزید به‌شدت آسیب دید. این رویداد باعث شد مخالفت با یزید به جنبشی ضد-اموی بر مبنای خواسته‌های علویان تبدیل شود و نقش زیادی در تکامل هویت شیعی بازی کرد.

### شورش عبدالله بن زبیر
ابن زبیر به صورت مخفیانه شروع به بیعت گرفتن از مکیان کرد. قضیه که به گوش یزید رسید، زنجیری نقره‌ای برایش فرستاد به این نشانه در صورت تسلیم در امان خواهد بود، اما عبدالله بن زبیر آن را رد کرد. یزید سپس عمرو بن زبیر، برادر عبدالله، را به همراه سپاهی به سمت او فرستاد و به او دستور داد که برادر خود را دستگیر کند. سپاه عمرو شکست خورد و عمرو کشته شد. پس از درگذشت حسین در کربلا، دایرهٔ نفوذ ابن زبیر تا مدینه و کوفه گسترش یافت. یزید برای مقابله با نفوذ فزایندهٔ ابن زبیر در مدینه، بزرگان شهر را به دمشق دعوت کرد و کوشید تا با دادن هدایا، حمایت آنان را به دست آورد. بزرگان راضی نشدند و پس از بازگشت به مدینه، حکایت‌هایی از سبک زندگی دست‌ودلبازانهٔ یزید و اعمالی که به نظر بسیاری‌شان نشانهٔ بی‌اعتنایی به مذهب بود نقل کردند، از جمله نوشیدن شراب، شکار رفتن همراه سگ، و عشق ورزیدن به موسیقی. این اخبار و حکایات باعث شد اهالی مدینه بیعت خود با یزید را پس گرفته و فرماندار و همهٔ امویان شهر را از مدینه بیرون کردند. یزید ۱۲ هزار سرباز را به رهبری مسلم بن عقبه برای تسخیر حجاز فرستاد. در اواخر اوت ۶۸۳، نیروهای ابن عقبه مدینه را محاصره کردند و سه روز به مردم شهر فرصت دادند تا تسلیم شوند، اما با پاسخ رد اهالی مدینه مواجه شدند. پس از پایان اولتیماتوم، نیروهای اموی به مدینه حمله‌ور شدند و شهر سقوط کرد. پس از سه روز پرداختن به غارت شهر، و نیز مجبور کردن شورشیان به تجدید بیعت، سپاه شام راهی مکه شد تا ابن زبیر را سرکوب کند. بنا بر یک گزارش، شهر غارت نشد و تنها رهبران شورشی اعدام شدند. ابن عقبه در راه مکه درگذشت و فرماندهی سپاه به حصین بن نمیر داده شد و او در سپتامبر ۶۸۳ مکه را محاصره کرد. محاصره چند هفته طول کشید و آن هنگام، کعبه نیز آتش گرفت. یزید در نوامبر ۶۸۳ ناگهان درگذشت و محاصره شهر به پایان رسید. مرگ او به بروز آشفتگی و آغاز جنگ داخلی در میان مسلمانان منجر شد. ابن زبیر خود را خلیفه خواند و عراق و مصر تحت تسلط او درآمد.

### لشکرکشی‌های خارجی

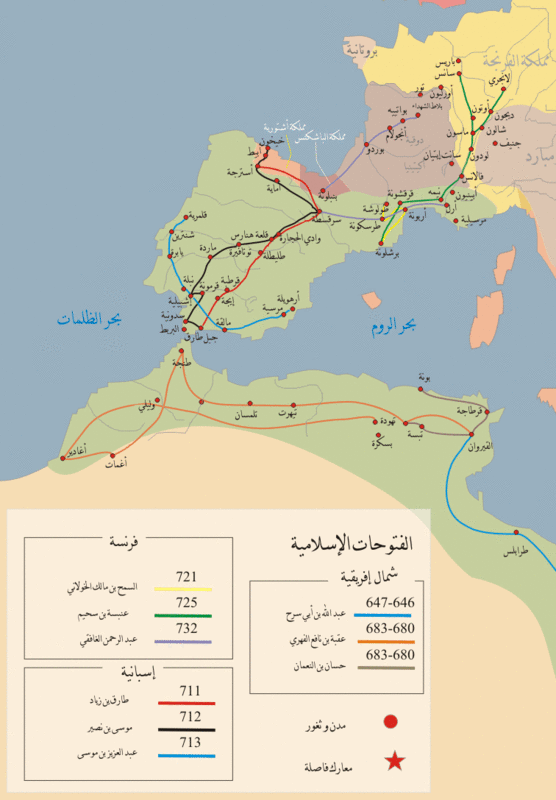
مسیر پیشروی عقبه بن نافع در شمال آفریقا تا زمان کشته شدنش

یزید سیاست پدرش معاویه مبنی بر حملات علیه امپراتوری روم شرقی را متوقف کرد و در عوض یزید تمرکز خود را بر ایمن کردن مرزهای خلافت اسلامی گذاشت. جزایر دریای مرمره رها شدند. منطقه جند حمص سوریه تقسیم شد و منطقهٔ جدید جند قنّسرین تشکیل شد. عقبة بن نافع که در دوران معاویه از فرمانداری افریقیه برکنار شده بود، با خواست یزید مجدداً به این عنوان گمارده شد. در ۶۸۱، عقبه به دستور یزید حملات گسترده‌ای به غرب آفریقا ترتیب داد که در آن رومیان و بربرها را شکست داد و بدین ترتیب مرزهای امپراتوری اسلام در دوران یزید به سواحل اقیانوس اطلس رسید و شهرهای طنجه و ولیلی را تصرف کرد. با این حال، عقبه موفق نشد تا آن مناطق را به صورت دائمی به خلافت اسلامی ضمیمه کند و در راه بازگشت به شرق، توسط نیروهای متحد بربر و رومی کشته شد و سرزمین‌های فتح‌شده از دست رفت.

## مرگ و جانشینی
یزید در ۱۲ نوامبر ۶۸۳ در حوارین، منطقه‌ای در شام، درگذشت. او در زمان مرگ ۳۵ تا ۳۹ سال داشت. پس از درگذشت یزید، پسرش معاویه دوم که یزید خود او را به عنوان خلیفه معرفی کرده بود، به خلافت رسید. هرچند گسترهٔ سلطه‌اش به برخی نواحی شام محدود بود و چند ماه بعد به دلیل یک بیماری ناشناخته درگذشت. بنا بر برخی منابع اولیه، معاویهٔ دوم پیش از درگذشت، از خلافت کنار کشید. به هر روی، مروان بن حکم خلیفه شد و خلافت سفیانی خاتمه یافت. به گفتهٔ ولهاوزن، ماجرای کناره‌گیری معاویهٔ دوم از خلافت احتمالاً جعل از سوی مروان بود، چرا که با وجود معاهده‌ای مبنی بر به خلافت رسیدن پسر دوم یزید به نام خالد پس از مروان، سفیانی‌ها را کنار زده بودند. طرفداران سفیانی‌ها از سیر ماجرا ناراضی بودند و ایدهٔ سفیانی، یعنی ظهور یکی از نوادگان ابو سفیان که قدرت در شام را به سفیانی‌ها باز خواهد گرداند، را مطرح کردند. پس از سقوط امویان به دست عباسیان، چندین مدعی سفیانی پدیدار شدند.

## میراث
یزید در میان مسلمانان، به‌خصوص در میان شیعیان، شخصیتی شیطانی است. او نخستین کسی بود که به دلیل رابطهٔ خونی به عنوان خلیفه معرفی شد و پس از او، این امر به یک سنت تبدیل شد. او را ظالمی می‌دانند که سه جرم بزرگ در دوران خلافتش مرتکب شد: نخست درگذشت حسین بن علی و همراهانش در نبرد کربلا که قتل‌عام محسوب می‌شود؛ دوم اتفاقات پس از نبرد حره که سربازان مسلم بن عقبه، فرمانده یزید، وارد مدینه شدند و شهر را غارت کردند؛ و سوم به آتش کشیدن کعبه در جریان محاصرهٔ مکه که حصین بن نمیر، فرمانده یزید، را مقصر می‌دانند. همچنین یزید را به دلیل عادت‌هایی نظیر می‌گساری، رقصیدن، شکار کردن و نگه داشتن حیوانات خانگی، نظیر سگ و میمون، نسبت به دین بی‌اعتنا دانسته و شایستهٔ رهبری جهان اسلام ندانسته‌اند. سید جعفر شهیدی مورخ معاصر شیعی از جمله دلایل اصرار حسین به بیعت نکردن با یزید را «بدعت‌ها، انحرافات از دین اسلام، حلال شدن حرام‌ها، حرام شدن حلال‌ها، سلطنتی و اشرافی شدن حکومت، و عدم صلاحیت اخلاقی و مذهبی یزید» برای خلافت می‌داند.

یک اثر خطاطی که در آن نامِ یزید بن معاویه با لقبِ «امیرالمؤمنین» آمده است.

با وجود وجههٔ منفی یزید در محافل مذهبی، مورخان دانشگاهی عموماً وجههٔ مساعدتری از او ترسیم کرده‌اند. یولیوس ولهاوزن یزید را فرمانروایی نرم‌خو توصیف کرده که تنها در موقع لزوم، دست به خشونت می‌زده و آن ظالمی نیست که سنت دینی به تصویر می‌کشد. میخائیل یان دخویه، خاورشناس هلندی قرن نوزدهم، او را «سخاوتمند و دوستدار صلح» می‌داند. جرالد هاوتینگ می‌نویسد وی تلاش می‌کرد تا سیاست‌های دیپلماتیک پدرش را ادامه دهد. با این حال، برخلاف معاویه، وی نتوانست با هدایا و رشوه بر مخالفان پیروز شود. برنارد لوئیس او را فرمانروایی توانا توصیف می‌کند که بیش از حد از جانب مورخان عرب مورد انتقاد قرار گرفته است.
فوس، تاریخ‌نگار معاصر که اخیراً به بررسی تلاش‌های معاویه در راستای ساختن دولتی متمرکز به مرکزیت سوریه پرداخته است، از این می‌نویسد که شورش‌هایی که پس از مرگ معاویه علیه یزید از حجاز برخاست حاصل استفاده بزرگان قریش از «حسادت» اعرابِ عربستان نسبت مردم سوریه بود؛ زیرا اعراب احساس می‌کردند که با انتقال مرکزیت قدرت به جایی دور از مکه و مدینه، به آنان «خیانت» شده است و همین مسئله آن‌ها را به متحدِ طبیعی بزرگان قریش در راستای ادعایشان بر خلافت بدل کرده بود.

### بازماندگان یزید
از یزید در جنبش‌های اموی پس از امویان نیز به نیکی یاد می‌شد. دو تن از نوادگان وی، با نام‌های ابومحمد زیاد بن عبدالله بن یزید السفیانی و ابوعمیطر العلی بن عبدالله بن خالد بن یزید السفیانی به ترتیب در سال ۱۳۲ هجری و فتنه چهارم شورش‌هایی علیه عباسیان را رهبری کردند. در قرون بعد، جنبش‌هایی نظیر جنبش نبطه مدعی احیای شکوه دوران یزید و معاویه بودند و در سوریه هواخواهانی نظیر ابن عساکر و ابن خطیر برای خود دست و پا کردند، اما در نهایت به موفقیت نهایی‌ای نرسیدند.

### اشعار
یزید اشعاری نیز دارد. برخی نظیر مطهری و شهریار بر این باورند که مصرع بیت اول یکی از غزل‌های حافظ از یزید اقتباس شده است. بیتی که به یزید منتسب است، چنین است:
| أنا المسموم ما عندی بتریاقٍ ولا راقٍ |  | أدر کأسا و ناولها ألا یا أیها الساقی |

بیت مشهور حافظ بدین شرح است:
| الا یا ایها الساقی ادر کأسا و ناولها |  | که عشق آسان نمود اول ولی افتاد مشکل‌ها |

سودی گفته است حافظ این مصراع را از یزید بن معاویه تضمین کرده است.علامه قزوینی در یک بحث ده صفحه ای تشکیک محققانه ای بر قول سودی وارد می‌کند و فهرست مفصلی از کتاب‌هایی که مظان یافتن شعر یزید بوده یاد می‌کند که در آن‌ها نشانی از این ابیات نیست. بعد حدس می‌زند که مسلمانان متعصب ترک معاصر سودی این حکایت را بر ساخته‌اند، یعنی شعر را به یزید و سپس تضمین آن را به حافظ نسبت داده‌اند تا خوانندگان حافظ را برمانند و نسبت به او بدبین سازند. سپس در پایان بحث می‌گوید که به احتمال قوی با توجه به مضامین و الفاظ موجود در این ابیات مانند راقی، مسموم، کاس، تریاق و نظایر آن‌ها که دقیقاً در یکی از غزلیات سعدی نیز آمده :
| قُمِ امْلَأْ وَ اسْقِنی کَأْساً وَ دَعْ ما فیهِ مَسْموماً |  | أَما أَنْتَ الَّذی تَسْقی فَعَیْنُ السَّمِّ تَرْیاقی |

این دو مصراع با دو بیت منسوب به یزید باید به الهام از غزل سعدی در فاصله بین سعدی و حافظ سروده شده باشد.